# Liste de films de zombies
Ceci est une liste non exhaustive des films de zombies.
Les zombies sont des créatures imaginaires qui sont des cadavres humains réanimés à la suite d'une contamination par une infection biologique, c'est-à-dire des morts-vivants (inspirés par les zombies haïtiens qui sont des humains morts ou vivants contrôlés grâce à des drogues, et non seulement des morts-vivants). La majorité des films mettant en scène des zombies sont des films d'horreur, mais on trouve également des comédies, des films de science-fiction, des films fantastiques, même des films romantiques.
Cette liste n'inclut pas les vampires, les momies et les fantômes, qui sont également des créatures mortes-vivantes. En revanche, elle inclut quelques films dont les protagonistes ne sont pas des zombies mais des créatures ayant un comportement semblable, tels que les contaminés du film 28 Jours plus tard.

## Films
| Titre VF                                         | Titre VO                                                           | Réalisateur                                     | Année | Origine                            |
| ------------------------------------------------ | ------------------------------------------------------------------ | ----------------------------------------------- | ----- | ---------------------------------- |
| 13 Eerie                                         | 13 Eerie                                                           | Lowell Dean                                     | 2013  | Canada                             |
| 28 Jours plus tard                               | 28 Days Later                                                      | Danny Boyle                                     | 2002  | Royaume-Uni                        |
| 28 Semaines plus tard                            | 28 Weeks Later                                                     | Juan Carlos Fresnadillo                         | 2007  | Royaume-Uni                        |
| L'Abîme des morts vivants                        | La tumba de los muertos vivientes                                  | Jesús Franco et Marius Lesœur                   | 1983  | France                             |
| Abraham Lincoln, tueur de zombies                | Abraham Lincoln vs. Zombies                                        | Richard Schenkman                               | 2012  | États-Unis                         |
| Zombie 4                                         | Oltre la morte                                                     | Claudio Fragasso                                | 1988  | Italie                             |
| Les Affamés                                      | Les Affamés                                                        | Robin Aubert                                    | 2017  | Québec                             |
| An Imperfect Solution: A Tale of the Re-Animator | An Imperfect Solution: A Tale of the Re-Animator                   | Christian Matzke                                | 2003  | États-Unis                         |
| L'Armée des damnés                               | Zombie Brigade                                                     | Carmelo Musca et Barrie Pattison                | 1986  | Australie                          |
| L'Armée des morts                                | Dawn of the Dead                                                   | Zack Snyder                                     | 2004  | États-Unis                         |
| The Astro-Zombies                                | The Astro-Zombies                                                  | Ted V. Mikels                                   | 1969  | États-Unis                         |
| Attention ! Enfants                              | Beware! Children at Play                                           | Mik Cribben                                     | 1989  | États-Unis                         |
| L'Aube des zombies                               | Dawn of the Mummy                                                  | Frank Agrama                                    | 1981  | Italie Égypte États-Unis           |
| L'Au-delà                                        | ...E tu vivrai nel terrore! L'aldilà                               | Lucio Fulci                                     | 1981  | Italie                             |
| Automaton Transfusion                            | Automaton Transfusion                                              | Steven C. Miller                                | 2006  | États-Unis                         |
| Autumn                                           | Autumn                                                             | Steven Rumbelow                                 | 2009  | Canada                             |
| L'Avion de l'apocalypse                          | Incubo sulla città contaminata                                     | Umberto Lenzi                                   | 1980  | Espagne, Italie                    |
| Bad Trip                                         | The Locals                                                         | Greg Page                                       | 2003  | Nouvelle-Zélande                   |
| The Battery                                      | The Battery                                                        | Jeremy Gardner                                  | 2012  | États-Unis                         |
| Battlefield Stadium                              | Jigoku kôshien                                                     | Yudai Yamaguchi                                 | 2003  | Japon                              |
| Beneath the Surface                              | Beneath the Surface                                                | Blake Reigle                                    | 2007  | États-Unis                         |
| Beyond Re-Animator                               | Beyond Re-Animator                                                 | Brian Yuzna                                     | 2003  | États-Unis                         |
| Beyond the Grave                                 | Porto dos mortos                                                   | Davi de Oliveira Pinheiro                       | 2009  | Brésil                             |
| Bienvenue à Zombieland                           | Zombieland                                                         | Ruben Fleischer                                 | 2009  | États-Unis                         |
| Retour à Zombieland                              | Zombieland 2                                                       | Ruben Fleischer                                 | 2020  | États-Unis                         |
| Bienvenue en enfer                               | Highway to Hell                                                    | Ate de Jong                                     | 1992  | États-Unis                         |
| Bikeuses contre morts-vivants                    | Chopper Chicks in Zombietown                                       | Dan Hoskins                                     | 1989  | États-Unis                         |
| Bio-Cops                                         | Sheng hua te jing zhi sang shi ren wu                              | Cheng Wai-Man                                   | 2000  | Hong Kong                          |
| Biohazardous                                     | Biohazardous                                                       | Michael J. Hein                                 | 2001  | États-Unis                         |
| Bio Zombie                                       | Sang dut sau shut                                                  | Wilson Yip                                      | 1998  | Hong Kong                          |
| Black Sheep                                      | Black Sheep                                                        | Jonathan King                                   | 2006  | Nouvelle-Zélande                   |
| Blood Diner                                      | Blood Diner                                                        | Jackie Kong                                     | 1987  | États-Unis                         |
| Blood Moon Rising                                | Blood Moon Rising                                                  | Brian Skiba                                     | 2009  | États-Unis                         |
| Bloodsuckers from Outer Space                    | Bloodsuckers from Outer Space                                      | Glen Coburn                                     | 1984  | États-Unis                         |
| Bone Sickness                                    | Bone Sickness                                                      | Brian Paulin                                    | 2004  | États-Unis                         |
| Boy Eats Girl                                    | Boy Eats Girl                                                      | Stephen Bradley                                 | 2005  | Irlande                            |
| Braindead                                        | Braindead                                                          | Peter Jackson                                   | 1992  | Nouvelle-Zélande                   |
| Burying the Ex                                   | Burying the Ex                                                     | Joe Dante                                       | 2014  | États-Unis                         |
| Le Cadavre qui tue                               | Doctor Blood's Coffin                                              | Sidney J. Furie                                 | 1961  | Royaume-Uni                        |
| Cargo                                            | Cargo                                                              | Ben Howling et Yolanda Ramke                    | 2017  | Australie                          |
| Le Carnaval des âmes                             | Carnival of Souls                                                  | Herk Harvey                                     | 1962  | États-Unis                         |
| Castle of the Dead                               | Prison of the Dead                                                 | David DeCoteau                                  | 2000  | États-Unis                         |
| Catholic Ghoulgirls                              | Catholic Ghoulgirls                                                | Eamon Hardiman                                  | 2004  | États-Unis                         |
| Cell Phone                                       | Cell                                                               | Tod Williams                                    | 2016  | États-Unis                         |
| Chain Reaction                                   | Chain Reaction ou House of Blood                                   | Olaf Ittenbach                                  | 2006  | Allemagne                          |
| Chanbara Beauty                                  | Oneechanbara: The Movie                                            | Yôhei Fukuda                                    | 2008  | Japon                              |
| La Chevauchée des morts-vivants                  | La noche de las gaviotas                                           | Amando de Ossorio                               | 1975  | Espagne                            |
| Children of the Living Dead                      | Children of the Living Dead                                        | Tor Ramsey                                      | 2001  | États-Unis                         |
| Children Shouldn't Play with Dead Things         | Children Shouldn't Play with Dead Things                           | Bob Clark                                       | 1973  | États-Unis                         |
| Choking Hazard                                   | Choking Hazard                                                     | Marek Doles                                     | 2004  | République tchèque                 |
| CHUD                                             | C.H.U.D.                                                           | Douglas Cheek                                   | 1984  | États-Unis                         |
| C.H.U.D. 2                                       | C.H.U.D. 2                                                         | David Irving                                    | 1989  | États-Unis                         |
| Une vierge chez les morts-vivants                | Une vierge chez les morts-vivants                                  | Jesús Franco                                    | 1971  | France                             |
| Chronique des morts-vivants                      | Diary of the Dead                                                  | George A. Romero                                | 2008  | États-Unis                         |
| La Cité des zombies                              | Last Rites                                                         | Duane Stinnett                                  | 2006  | États-Unis                         |
| City of Rott                                     | City of Rott                                                       | Frank Sudol                                     | 2006  | États-Unis                         |
| Claustrophobia                                   | Claustrophobia                                                     | Chun-kyu Park, Moon Byoung-gon, Moon Hyun-Sung  | 2015  | Corée du Sud                       |
| Cockneys vs Zombies                              | Cockneys vs Zombies                                                | Matthias Hoene                                  | 2012  | Royaume-Uni                        |
| Colin                                            | Colin                                                              | Marc Price                                      | 2008  | Royaume-Uni                        |
| Le Commando des morts-vivants                    | Shock Waves                                                        | Ken Wiederhorn                                  | 1977  | États-Unis                         |
| Contracted                                       | Contracted                                                         | Eric England                                    | 2013  | États-Unis                         |
| Cooties                                          | Cooties                                                            | Jonathan Milott et Cary Murnion                 | 2014  | États-Unis                         |
| The Corpse Vanished                              | Revenge of the Zombies                                             | Steve Sekely                                    | 1943  | États-Unis                         |
| Creatures from the Pink Lagoon                   | Creatures from the Pink Lagoon                                     | Chris Diani                                     | 2006  | États-Unis                         |
| Creepshow                                        | Creepshow                                                          | George A. Romero                                | 1982  | États-Unis                         |
| The Cured                                        | The Cured                                                          | David Freyne                                    | 2017  | Irlande, Royaume-Uni               |
| Dance of the Dead                                | Dance of the Dead                                                  | Gregg Bishop (en)                               | 2008  | États-Unis                         |
| Darkness                                         | Darkness                                                           | Leif Jonker                                     | 1993  | États-Unis                         |
| The Day It Came to Earth                         | The Day It Came to Earth                                           | Harry Thomason                                  | 1979  | États-Unis                         |
| Daylight's End                                   | Daylight's End                                                     | William Kaufman                                 | 2016  | États-Unis                         |
| The Dead (en)                                    | The Dead                                                           | Howard J. Ford                                  | 2010  | Royaume-Uni                        |
| The Dead 2                                       | The Dead 2: India                                                  | Howard J. Ford                                  | 2013  | Royaume-Uni                        |
| Dead Air                                         | Dead Air                                                           | Corbin Bernsen                                  | 2009  | États-Unis                         |
| Dead & Breakfast                                 | Dead & Breakfast                                                   | Matthew Leutwyler                               | 2004  | États-Unis                         |
| Dead and Deader                                  | Dead and Deader                                                    | Patrick Dinhut                                  | 2006  | États-Unis                         |
| Dead Before Dawn 3D                              | Dead Before Dawn 3D                                                | April Mullen                                    | 2012  | Canada                             |
| Dead Clowns                                      | Dead Clowns                                                        | Steve Sessions                                  | 2003  | États-Unis                         |
| Dead Creatures                                   | Dead Creatures                                                     | Andrew Parkinson                                | 2001  | Royaume-Uni                        |
| The Dead Don't Die                               | The Dead Don't Die                                                 | Jim Jarmusch                                    | 2019  | États-Unis                         |
| Dead End                                         | Dead End                                                           | Emerson Bixby                                   | 1985  | États-Unis                         |
| Deadgirl                                         | Deadgirl                                                           | Marcel Sarmiento et Gadi Harel                  | 2008  | États-Unis                         |
| Dead Line                                        | Dead Line                                                          | David Aboucaya                                  | 2011  | France                             |
| Dead Meat                                        | Dead Meat                                                          | Conor McMahon                                   | 2004  | Irlande                            |
| Dead Mine (en)                                   | Dead Mine                                                          | Steven Sheil                                    | 2012  | Indonésie                          |
| The Dead One                                     | The Dead One                                                       | Barry Mahon                                     | 1961  | États-Unis                         |
| The Dead Outside                                 | The Dead Outside                                                   | Kerry Anne Mullaney                             | 2008  | Royaume-Uni                        |
| Dead Rising                                      | Dead Rising: Watchtower                                            | Zach Lipovsky                                   | 2015  | États-Unis, Canada                 |
| Dead Rising: Endgame                             | Dead Rising: Endgame                                               | Pat Williams (en)                               | 2016  | États-Unis, Canada                 |
| Dead Snow                                        | Død Snø                                                            | Tommy Wirkola                                   | 2009  | Norvège                            |
| Dead Snow 2: Red vs Dead                         | Død Snø 2                                                          | Tommy Wirkola                                   | 2014  | Norvège                            |
| The Dead Next Door                               | The Dead Next Door                                                 | J.R. Bookwalter                                 | 1988  | États-Unis                         |
| Deadheads (en)                                   | DeadHeads                                                          | Brett Pierce                                    | 2011  | États-Unis                         |
| Dellamorte Dellamore                             | Dellamorte Dellamore                                               | Michele Soavi                                   | 1994  | Italie                             |
| Demoni 3                                         | Demoni 3                                                           | Umberto Lenzi                                   | 1991  | Italie                             |
| Demon Terror                                     | Dämonenbrut                                                        | Andreas Bethmann                                | 2000  | Allemagne                          |
| Dernier train pour Busan                         | Busanhaeng                                                         | Yeon Sang-ho                                    | 2016  | Corée du Sud                       |
| Der Teufel kam aus Akasava                       | Der Teufel kam aus Akasava                                         | Jesús Franco                                    | 1971  | Allemagne                          |
| Deux yeux maléfiques                             | Due occhi diabolici                                                | Dario Argento, George A. Romero                 | 1990  | Italie, États-Unis                 |
| Muñecos infernales                               | Muñecos infernales                                                 | Benito Alazraki et Paul Nagle                   | 1961  | Mexique                            |
| Le Baiser du diable                              | La perversa caricia de Satan                                       | Jordi Gigó                                      | 1975  | Espagne                            |
| Die You Zombie Bastards!                         | Die You Zombie Bastards!                                           | Caleb Emerson                                   | 2005  | États-Unis                         |
| Doghouse                                         | Doghouse                                                           | Jake West                                       | 2009  | Royaume-Uni                        |
| Doom                                             | Doom                                                               | Andrzej Bartkowiak                              | 2005  | États-Unis                         |
| Dorm of the Dead                                 | Dorm of the Dead                                                   | Donald Farmer                                   | 2006  | États-Unis                         |
| Dylan Dog                                        | Dylan Dog : Dead of Night                                          | Kevin Munroe                                    | 2011  | États-Unis                         |
| Ed and His Dead Mother                           | Ed and His Dead Mother                                             | Jonathan Wacks                                  | 1993  | États-Unis                         |
| L'Emprise des ténèbres                           | The Serpent and the Rainbow                                        | Wes Craven                                      | 1988  | États-Unis                         |
| En quarantaine                                   | Quarantine                                                         | John Erick Dowdle                               | 2008  | États-Unis                         |
| En quarantaine 2                                 | Quarantine 2: Terminal                                             | John Pogue                                      | 2011  | États-Unis                         |
| L'Enfer des zombies                              | Zombi 2                                                            | Lucio Fulci                                     | 1979  | Italie                             |
| L'Étrange Pouvoir de Norman                      | ParaNorman                                                         | Sam Fell et Chris Butler                        | 2012  | États-Unis                         |
| Evil                                             | To Kako                                                            | Yorgos Noussias                                 | 2005  | Grèce                              |
| Evil Clutch                                      | Il bosco                                                           | Andreas Marfori                                 | 1988  | Italie                             |
| Evil Dead                                        | Evil Dead                                                          | Fede Álvarez                                    | 2013  | États-Unis                         |
| Evil Dead                                        | The Evil Dead                                                      | Sam Raimi                                       | 1981  | États-Unis                         |
| Evil Dead 2                                      | Evil Dead 2                                                        | Sam Raimi                                       | 1987  | États-Unis                         |
| Evil Dead 3                                      | Evil Dead 3                                                        | Sam Raimi                                       | 1992  | États-Unis                         |
| Evil Grave: Curse of the Maya                    | Evil Grave: Curse of the Maya                                      | David Heavener                                  | 2004  | États-Unis                         |
| Extinction                                       | Extinction                                                         | Miguel Angel Vivas                              | 2015  | Espagne, États-Unis                |
| Extra Sangsues                                   | Night of the Creeps                                                | Fred Dekker                                     | 1986  | États-Unis                         |
| Fido                                             | Fido                                                               | Andrew Currie                                   | 2006  | Canada                             |
| La Fille à la fourrure                           | La Fille à la fourrure                                             | Claude Pierson                                  | 1977  | France                             |
| Le Fléau selon Clive Barker                      | The Plague                                                         | Hal Masonberg                                   | 2006  | États-Unis                         |
| FleshEater                                       | FleshEater                                                         | S. William Hinzman                              | 1988  | États-Unis                         |
| Flesh for the Beast                              | Flesh for the Beast                                                | Terry West                                      | 2003  | États-Unis                         |
| Flic ou Zombie                                   | Dead Heat                                                          | Mark Goldblatt                                  | 1988  | États-Unis                         |
| Frayeurs                                         | Paura nella città dei morti viventi                                | Lucio Fulci                                     | 1980  | Italie                             |
| Freaks of Nature                                 | Freaks of Nature                                                   | Robbie Pickering                                | 2015  | États-Unis                         |
| The Frozen Dead                                  | The Frozen Dead                                                    | Herbert J. Leder                                | 1966  | Royaume-Uni                        |
| Gallery of Horrors                               | Dr Terror's Gallery of Horrors                                     | David L. Hewitt (en)                            | 1967  | États-Unis                         |
| Gangsters, Guns & Zombies                        | Gangsters, Guns & Zombies                                          | Matt Mitchell                                   | 2012  | Royaume-Uni                        |
| Gallowwalkers                                    | Gallowwalkers                                                      | Andrew Goth                                     | 2012  | États-Unis                         |
| Ghost Lake                                       | Ghost Lake                                                         | Jay Woelfel                                     | 2004  | États-Unis                         |
| The Ghoul                                        | The Ghoul                                                          | Freddie Francis                                 | 1975  | Royaume-Uni                        |
| Goal of the Dead                                 | Goal of the Dead                                                   | Benjamin Rocher                                 | 2014  | France                             |
| Gory Gory Hallelujah                             | Gory Gory Hallelujah                                               | Sue Corcoran                                    | 2003  | États-Unis                         |
| Guts of a Beauty                                 | Bijo no harawata                                                   | Kazuo "Gaira" Komizu                            | 1986  | Japon                              |
| Hard Rock Zombies                                | Hard Rock Zombies                                                  | Krishna Shah                                    | 1985  | États-Unis                         |
| Hell's Ground                                    | Zibahkhana                                                         | Omar Khan                                       | 2007  | Pakistan, Royaume-Uni              |
| La Horde                                         | La Horde                                                           | Yannick Dahan et Benjamin Rocher                | 2010  | France                             |
| Horribilis                                       | Slither                                                            | James Gunn                                      | 2006  | Canada, États-Unis                 |
| The Horror of Party Beach                        | The Horror of Party Beach                                          | Del Tenney                                      | 1964  | États-Unis                         |
| El espanto surge de la tumba                     | El espanto surge de la tumba                                       | Carlos Aured                                    | 1973  | Espagne                            |
| Horror Zombie                                    | The Stink of Flesh                                                 | Scott Phillips                                  | 2005  | États-Unis                         |
| House                                            | House                                                              | Steve Miner                                     | 1986  | États-Unis                         |
| House 2 : La Deuxième Histoire                   | House II: the Second Story                                         | Ethan Wiley                                     | 1987  | États-Unis                         |
| House of the Damned                              | House of the Damned                                                | Sean Weathers (en)                              | 1996  | États-Unis                         |
| House of the Dead                                | House of the Dead                                                  | Uwe Boll                                        | 2003  | États-Unis                         |
| House of the Dead 2: Dead Aim                    | House of the Dead 2: Dead Aim                                      | Michael Hurst                                   | 2005  | États-Unis                         |
| I Am a Hero                                      | I Am a Hero                                                        | Shinsuke Satō                                   | 2015  | Japon                              |
| I Eat Your Skin                                  | Zombies                                                            | Del Tenney                                      | 1964  | États-Unis                         |
| I'll See You in My Dreams                        | I'll See You in My Dreams                                          | Miguel Ángel Vivas                              | 2003  | Portugal                           |
| L'Île des morts-vivants                          | L'isola dei morti viventi                                          | Bruno Mattei                                    | 2007  | Italie                             |
| L'Invasion des morts-vivants                     | The Plague of the Zombies                                          | John Gilling                                    | 1966  | Royaume-Uni                        |
| La invasión de los muertos                       | La invasión de los muertos                                         | René Cardona                                    | 1973  | Mexique                            |
| Invisible Invaders                               | Invisible Invaders                                                 | Edward L. Cahn                                  | 1959  | États-Unis                         |
| Io zombo, tu zombi, lei zomba                    | Io zombo, tu zombi, lei zomba                                      | Nello Rossati                                   | 1979  | Italie                             |
| I Sell the Dead                                  | I Sell the Dead                                                    | Glenn McQuaid (en)                              | 2008  | États-Unis                         |
| I was a Zombie for the F.B.I.                    | I was a Zombie for the F.B.I.                                      | Marius Penczner                                 | 1982  | États-Unis                         |
| Le Jardin des morts                              | Garden of the Dead                                                 | John Hayes                                      | 1974  | États-Unis                         |
| J'enterre les vivants                            | I bury the living                                                  | Albert Band                                     | 1958  | États-Unis                         |
| JeruZalem                                        | JeruZalem                                                          | Doron Paz, Yoav Paz                             | 2015  | Israël                             |
| Je suis une légende                              | I Am Legend                                                        | Francis Lawrence                                | 2007  | États-Unis                         |
| Le Jour des morts                                | Day of the Dead                                                    | Steve Miner                                     | 2007  | États-Unis                         |
| Le Jour des morts-vivants                        | Day of the Dead                                                    | George A. Romero                                | 1985  | États-Unis                         |
| Le Jour des morts vivants 2 : Contagium          | Day of the Dead 2 : Contagium                                      | Ana Clavell, James Glenn Dudelson               | 2005  | États-Unis                         |
| Journal d'un zombie                              | The Zombie Diaries                                                 | Michael Bartlett et Kevin Gates                 | 2006  | Royaume-Uni                        |
| Juan de los muertos                              | Juan de los muertos                                                | Alejandro Brugués                               | 2012  | Espagne, Cuba                      |
| Junk                                             | Junk: Shiryô-gari                                                  | Atsushi Muroga                                  | 2000  | Japon                              |
| Killer Butterfly                                 | Salinnabileul ggotneun yeoja                                       | Ki-young Kim                                    | 1978  | Corée du Sud                       |
| Le Labyrinthe : La Terre Brulée                  | Maze Runner : The Scorch Trials                                    | Wes Ball                                        | 2015  | États-Unis                         |
| Le Lac des morts vivants                         | Le Lac des morts vivants                                           | Jean Rollin                                     | 1981  | France                             |
| The Last Girl : Celle qui a tous les dons        | The Girl with All the Gifts                                        | Colm McCarthy                                   | 2016  | Royaume-Uni                        |
| Last of the Living                               | Last of the Living                                                 | Logan McMillan                                  | 2008  | Nouvelle-Zélande                   |
| Legion of the Dead                               | Legion of the Dead                                                 | Olaf Ittenbach                                  | 2001  | Allemagne                          |
| Mad Zombies                                      | The Mad                                                            | John Kalangis                                   | 2007  | Canada                             |
| Mad Monster Party?                               | Mad Monster Party?                                                 | Jules Bass                                      | 1967  | États-Unis                         |
| Maggie                                           | Maggie                                                             | Henry Hobson                                    | 2015  | États-Unis                         |
| Magie noire à Haïti                              | Santo contra la magia negra                                        | Alfredo B. Crevenna                             | 1972  | Mexique                            |
| La Maison près du cimetière                      | Quella villa accanto al cimitero                                   | Lucio Fulci                                     | 1981  | Italie                             |
| Le Manoir de la terreur                          | Le notti del terrore                                               | Andrea Bianchi                                  | 1981  | Italie                             |
| La mansión de los muertos vivientes              | La mansión de los muertos vivientes                                | Jesús Franco                                    | 1985  | Espagne                            |
| Manuel de survie à l'apocalypse zombie           | Scouts Guide to the Zombie Apocalypse                              | Christopher Landon                              | 2015  | États-Unis                         |
| Mark of the Astro-Zombies                        | Mark of the Astro-Zombies                                          | Ted V. Mikels                                   | 2002  | États-Unis                         |
| Le Massacre des morts-vivants                    | Non si deve profanare il sonno dei morti                           | Jorge Grau                                      | 1974  | Espagne, Italie                    |
| Meat Market                                      | Meat Market                                                        | Brian Clement                                   | 2000  | Canada                             |
| Meat Market 2                                    | Meat Market 2                                                      | Brian Clement                                   | 2001  | Canada                             |
| Le Messie du Diable                              | Dead People                                                        | Willard Huyck, Gloria Katz                      | 1973  | États-Unis                         |
| Métal hurlant, segment B-17                      | Heavy Metal, B-17                                                  | Gerald Potterton                                | 1981  | Canada                             |
| Miss Zombie                                      | Miss Zombie                                                        | Sabu                                            | 2013  | Japon                              |
| Moi, zombie : chronique de la douleur            | I, Zombie: The Chronicles of Pain                                  | Andrew Parkinson                                | 1998  | Royaume-Uni                        |
| Le Monde des morts-vivants                       | El buque maldito                                                   | Amando de Ossorio                               | 1974  | Espagne                            |
| Le Monstre de minuit                             | Bowery at Midnight                                                 | Wallace Fox                                     | 1942  | États-Unis                         |
| La mort a souri à l'assassin                     | La morte ha sorriso all'assassino                                  | Joe D'Amato                                     | 1973  | Italie                             |
| Le Mort qui marche                               | The Walking dead                                                   | Michael Curtiz                                  | 1936  | États-Unis                         |
| Le Mort qui marche                               | The Man They Could Not Hang                                        | Nick Grinde                                     | 1939  | États-Unis                         |
| Le Mort-vivant                                   | Dead of Night                                                      | Bob Clark                                       | 1974  | États-Unis                         |
| Les morts haïssent les vivants                   | The Dead Hate the Living!                                          | Dave Parker                                     | 2000  | États-Unis                         |
| Mortuary                                         | Mortuary                                                           | Tobe Hooper                                     | 2006  | États-Unis                         |
| Motocross Zombies from Hell                      | Motocross Zombies from Hell                                        | Gary Robert                                     | 2007  | États-Unis                         |
| Mulberry Street                                  | Mulberry Street                                                    | Jim Mickle                                      | 2006  | États-Unis                         |
| Mutants                                          | Mutants                                                            | David Morley                                    | 2009  | France                             |
| Le Mystère du château maudit                     | The Ghost breakers                                                 | George Marshall                                 | 1940  | États-Unis                         |
| Ne coupez pas !                                  | Kamera o tomeru na!                                                | Shin'ichirō Ueda                                | 2017  | Japon                              |
| The Necro Files                                  | The Necro Files                                                    | Matt Jaissle                                    | 1998  | États-Unis                         |
| The Necro Files 2                                | The Necro Files 2                                                  | Ron Carlo                                       | 2003  | États-Unis                         |
| Necroville                                       | Necroville                                                         | Richard Griffin et Billy Garberina              | 2007  | États-Unis                         |
| Night of a Thousand Screams                      | Night of a Thousand Screams                                        | Shawnee McCormack                               | 2001  | États-Unis, Royaume-Uni            |
| Night of the Demons                              | Night of the Demons                                                | Kevin Tenney                                    | 1988  | États-Unis                         |
| Night of the Ghouls                              | Night of the Ghouls                                                | Ed Wood                                         | 1959  | États-Unis                         |
| Night of the Zombies                             | Night of the Zombies                                               | Joel M. Reed                                    | 1981  | États-Unis                         |
| Night Slaves                                     | Night Slaves                                                       | Ted Post                                        | 1970  | États-Unis                         |
| Les Noces funèbres                               | Corpse Bride                                                       | Tim Burton, Mike Johnson                        | 2005  | Royaume-Uni, États-Unis            |
| La nuit a dévoré le monde                        | La nuit a dévoré le monde                                          | Dominique Rocher                                | 2018  | France                             |
| La Nuit de la comète                             | Night of the Comet                                                 | Thom Eberhardt                                  | 1984  | États-Unis                         |
| La Nuit des loosers vivants                      | Die Nacht der lebenden Loser                                       | Mathias Dinter                                  | 2004  | Allemagne                          |
| La Nuit des morts-vivants                        | Night of the Living Dead                                           | George A. Romero                                | 1968  | États-Unis                         |
| La Nuit des morts-vivants                        | Night of the Living Dead                                           | Tom Savini                                      | 1990  | États-Unis                         |
| La Nuit des morts-vivants : Re-Animation         | Night of the Living Dead 3D : Re-Animation                         | Jeff Broadstreet                                | 2012  | États-Unis                         |
| Nuit des morts vivants 3D                        | Night of the Living Dead 3D                                        | Jeff Broadstreet                                | 2006  | États-Unis                         |
| La Nuit fantastique des morts-vivants            | Le notti erotiche dei morti viventi                                | Joe D'Amato                                     | 1980  | Italie                             |
| Les Nuits d'amour des sorcières                  | La noche de los brujos                                             | Amando de Ossorio                               | 1973  | Espagne                            |
| Oh, no! Zombies!!!                               | Oh, no! Zombies!!!                                                 | David Petrison                                  | 2003  | États-Unis                         |
| Orgie en noir                                    | Orgie en noir                                                      | Ovidie                                          | 2000  | France                             |
| Les Orgies macabres                              | La orgia de los muertos                                            | José Luis Merino                                | 1973  | Espagne, Italie                    |
| Orgueil et Préjugés et Zombies                   | Pride and Prejudices and Zombies                                   | Seth Grahame-Smith                              | 2016  | États-Unis, Royaume-Uni            |
| Orgy of the Dead                                 | Orgy of the Dead                                                   | Stephen C. Apostolof                            | 1965  | États-Unis                         |
| Otto; or Up with Dead People                     | Otto; or Up with Dead People                                       | Bruce LaBruce                                   | 2008  | Allemagne, Canada                  |
| Outpost                                          | Outpost                                                            | Steve Barker                                    | 2008  | Royaume-Uni                        |
| Outpost II: Black Sun                            | Outpost: Black Sun                                                 | Steve Barker                                    | 2012  | Royaume-Uni                        |
| Outpost III                                      | Outpost: Rise of the Spetsnaz                                      | Kieran Parker                                   | 2013  | Royaume-Uni                        |
| Overlord                                         | Overlord                                                           | Julius Avery                                    | 2018  | États-Unis                         |
| Ozone! Attack of the Redneck Mutants             | Ozone! Attack of the Redneck Mutants                               | Matt Devlen                                     | 1986  | États-Unis                         |
| Pandemic                                         | Pandemic                                                           | John Suits                                      | 2016  | États-Unis                         |
| Peninsula                                        | Bando                                                              | Yeon Sang-ho                                    | 2020  | Corée du Sud                       |
| Pirates des Caraïbes : La Fontaine de Jouvence   | Pirates of the Caribbean: On Stranger Tides                        | Rob Marshall                                    | 2011  | États-Unis, Royaume-Uni            |
| Plaga Zombie                                     | Plaga Zombie                                                       | Pablo Parés et Hernán Sáez                      | 1997  | Argentine                          |
| Plaga zombie: Zona mutante                       | Plaga zombie: Zona mutante                                         | Pablo Parés et Hernán Sáez                      | 2001  | Argentine                          |
| Plan 9 from Outer Space                          | Plan 9 from Outer Space                                            | Ed Wood                                         | 1959  | États-Unis                         |
| Plane of the Dead                                | Flight of the Living Dead:Outbreak on a Plane                      | Scott Thomas                                    | 2007  | États-Unis                         |
| Planète Terreur                                  | Planet Terror                                                      | Robert Rodriguez                                | 2007  | États-Unis                         |
| Platoon of the Dead                              | Platoon of the Dead                                                | John Bowker                                     | 2009  | États-Unis                         |
| Polymorph                                        | Polymorph                                                          | J.R. Bookwalter                                 | 1996  | États-Unis                         |
| Pontypool                                        | Pontypool                                                          | Bruce McDonald                                  | 2008  | Canada                             |
| Porn of the Dead                                 | Porn of the Dead                                                   | Rob Rotten                                      | 2006  | États-Unis                         |
| Les Portes de l'enfer                            | Corpses are Forever                                                | Jose Prendes                                    | 2004  | États-Unis                         |
| Post Mortem, America 2021                        | Post Mortem, America 2021                                          | Cameron Scott                                   | 2013  | États-Unis                         |
| Pot Zombies                                      | Pot Zombies                                                        | Justin Powers                                   | 2005  | États-Unis                         |
| Poultrygeist: Night of the Chicken Dead          | Poultrygeist: Night of the Chicken Dead                            | Lloyd Kaufman                                   | 2006  | États-Unis                         |
| Premutos - Der gefallene Engel                   | Premutos : Der Gefallene Engel                                     | Olaf Ittenbach                                  | 1997  | Allemagne                          |
| Project Eugenics                                 | Project Eugenics                                                   | Bojan Dulabic                                   | 2015  | Canada                             |
| Psychomania                                      | Psychomania                                                        | Don Sharp                                       | 1973  | Royaume-Uni                        |
| Raiders of the Living Dead                       | Raiders of the Living Dead                                         | Samuel M. Sherman                               | 1986  | États-Unis                         |
| Les Raisins de la mort                           | Les Raisins de la mort                                             | Jean Rollin                                     | 1978  | France                             |
| Rammbock                                         | Rammbock                                                           | Marvin Kren                                     | 2010  | Allemagne                          |
| Rampant                                          | Chang Gwol                                                         | Kim Seong-hoon                                  | 2018  | Corée du Sud                       |
| Re-Animator                                      | Re-Animator                                                        | Stuart Gordon                                   | 1985  | États-Unis                         |
| Re-Animator 2                                    | Bride of Re-Animator                                               | Brian Yuzna                                     | 1990  | États-Unis                         |
| Re-Animator Hospital                             | The Dead Pit                                                       | Brett Leonard                                   | 1989  | États-Unis                         |
| [•REC]                                           | [•REC]                                                             | Paco Plaza et Jaume Balagueró                   | 2007  | Espagne                            |
| Rec 2                                            | [•REC]²                                                            | Paco Plaza et Jaume Balagueró                   | 2009  | Espagne                            |
| Rec 3 Génesis                                    | [REC]3 Génesis                                                     | Paco Plaza                                      | 2012  | Espagne                            |
| REC 4                                            | [REC]4 Apocalipsis                                                 | Paco Plaza et Jaume Balagueró                   | 2014  | Espagne                            |
| Red Lips: Eat the Living                         | Red Lips: Eat the Living                                           | Donald Farmer                                   | 1995  | États-Unis                         |
| Red Lips: Bloodlust                              | Red Lips: Bloodlust-Virgin Vampire                                 | Donald Farmer                                   | 1996  | États-Unis                         |
| Redneck Zombies                                  | Redneck Zombies                                                    | Pericles Lewnes                                 | 1987  | États-Unis                         |
| Réincarnations                                   | Dead and Buried                                                    | Gary Sherman                                    | 1981  | États-Unis                         |
| Resident Evil                                    | Resident Evil                                                      | Paul W. S. Anderson                             | 2002  | Allemagne, Royaume-Uni             |
| Resident Evil: Apocalypse                        | Resident Evil: Apocalypse                                          | Alexander Witt                                  | 2004  | Allemagne, Royaume-Uni, Canada     |
| Resident Evil: Extinction                        | Resident Evil: Extinction                                          | Russell Mulcahy                                 | 2007  | États-Unis, Allemagne, Royaume-Uni |
| Resident Evil: Damnation                         | Biohazard: Damnation                                               | Makoto Kamiya                                   | 2012  | Japon                              |
| Resident Evil: Degeneration                      | Biohazard: Degeneration                                            | Makoto Kamiya                                   | 2008  | Japon                              |
| Resident Evil: Afterlife                         | Resident Evil: Afterlife                                           | Paul W. S. Anderson                             | 2010  | États-Unis                         |
| Resident Evil: Retribution                       | Resident Evil: Retribution 3D                                      | Paul W. S. Anderson                             | 2012  | États-Unis                         |
| Resident Evil : Chapitre final                   | Resident Evil: The Final Chapter                                   | Paul W. S. Anderson                             | 2017  | Allemagne, Canada, États-Unis      |
| The Resurrection of Zachary Wheeler              | The Resurrection of Zachary Wheeler                                | Bob Wynn                                        | 1971  | États-Unis                         |
| Le Retour des morts-vivants                      | El ataque de los muertos sin ojos                                  | Amando de Ossorio                               | 1973  | Espagne                            |
| Le Retour des morts-vivants                      | The Return of the Living Dead                                      | Dan O'Bannon                                    | 1985  | États-Unis                         |
| Le Retour des morts-vivants 2                    | Return of the Living Dead 2                                        | Ken Wiederhorn                                  | 1988  | États-Unis                         |
| Le Retour des morts-vivants 3                    | Return of the Living Dead 3                                        | Brian Yuzna                                     | 1993  | États-Unis                         |
| Le Retour des morts-vivants 4                    | Return of the Living Dead: Necropolis                              | Ellory Elkayem                                  | 2005  | États-Unis                         |
| Le Retour des morts-vivants 5                    | Return of the Living Dead 5: Rave to the Grave                     | Ellory Elkayem                                  | 2005  | États-Unis                         |
| La Revanche des mortes vivantes                  | La Revanche des mortes vivantes                                    | Pierre B. Reinhard                              | 1987  | France                             |
| Les Revenants                                    | Les Revenants                                                      | Robin Campillo                                  | 2004  | France                             |
| La Révolte des morts-vivants                     | La noche del terror ciego                                          | Amando de Ossorio                               | 1971  | Espagne                            |
| La Révolte des zombies                           | Revolt of the Zombies                                              | Victor Halperin                                 | 1936  | États-Unis                         |
| Rika: The Zombie Killer                          | Saikyô heiki joshikôsei: Rika-zonbi hantâ vs saikyô zonbi Gurorian | Ken'ichi Fujiwara                               | 2008  | Japon                              |
| Rise of the Undead                               | Rise of the Undead                                                 | Jason Horton et Shannon Hubbell                 | 2005  | États-Unis                         |
| Le Roi des zombies                               | King of the Zombies                                                | Jean Yarbrough                                  | 1941  | États-Unis                         |
| Rome contre Rome ou Le Sorcier de l'Arménie      | Roma contro Roma                                                   | Giuseppe Vari                                   | 1964  | Italie                             |
| The Roost                                        | The Roost                                                          | Ti West                                         | 2005  | États-Unis                         |
| Santo contra los zombis                          | Santo contra los zombis                                            | Benito Alazraki                                 | 1962  | Mexique                            |
| Santo y Blue Demon contra los monstruos          | Santo y Blue Demon contra los monstruos                            | Gilberto Martínez Solares                       | 1969  | Mexique                            |
| SARS Wars                                        | Khun krabii hiiroh                                                 | Taweewat Wantha                                 | 2004  | Thaïlande                          |
| Scooby-Doo sur l'île aux zombies                 | Scooby-Doo on Zombie Island                                        | Hiroshi Aoyama, Kazumi Fukushima, Jim Stenstrum | 1998  | États-Unis                         |
| Sexy Killer                                      | Sexykiller, morirás por ella                                       | Miguel Marti                                    | 2008  | Espagne                            |
| Shatter Dead                                     | Shatter Dead                                                       | Scooter McCrae                                  | 1994  | États-Unis                         |
| Shaun of the Dead                                | Shaun of the Dead                                                  | Edgar Wright                                    | 2004  | Royaume-Uni                        |
| Shock-O-Rama                                     | Shock-O-Rama                                                       | Brett Piper                                     | 2005  | États-Unis                         |
| Simetierre                                       | Pet Sematary                                                       | Mary Lambert                                    | 1989  | États-Unis                         |
| Simetierre 2                                     | Pet Sematary 2                                                     | Mary Lambert                                    | 1992  | États-Unis                         |
| Stacy: Attack of the Schoolgirl Zombies          | Stacy                                                              | Naoyuki Tomomatsu                               | 2001  | Japon                              |
| Stalled                                          | Stalled                                                            | Christian James                                 | 2013  | Royaume-Uni                        |
| State of Emergency                               | State of Emergency                                                 | Turner Clay                                     | 2011  | États-Unis                         |
| Subject Two                                      | Subject Two                                                        | Philip Chidel                                   | 2006  | États-Unis                         |
| Sugar Hill                                       | Sugar Hill                                                         | Paul Maslansky                                  | 1974  | États-Unis                         |
| Summer Among the Zombies                         | Ijintachi tono natsu                                               | Nobuhiko Ōbayashi                               | 1988  | Japon                              |
| Remains                                          | Remains                                                            | Colin Theys                                     | 2011  | États-Unis                         |
| Le Survivant                                     | The Omega Man                                                      | Boris Sagal                                     | 1971  | États-Unis                         |
| El pantano de los cuervos                        | El pantano de los Cuervos                                          | Manuel Caño                                     | 1974  | Espagne, Équateur                  |
| Tamara                                           | Tamara                                                             | Jeremy Haft                                     | 2005  | États-Unis                         |
| Teenage Zombies                                  | Teenage Zombies                                                    | Jerry Warren                                    | 1959  | États-Unis                         |
| La Terreur des zombies                           | Zombi holocaust                                                    | Marino Girolami                                 | 1980  | Italie                             |
| Le Territoire des morts                          | Land of the Dead                                                   | George A. Romero                                | 2005  | États-Unis                         |
| Tokyo Zombie                                     | Tokyo Zonbi                                                        | Sakichi Sato                                    | 2005  | Japon                              |
| Trepanator                                       | Trepanator                                                         | N.G. Mount                                      | 1992  | France                             |
| Trick or Treat                                   | Trick or Treat                                                     | Charles Martin Smith                            | 1986  | États-Unis                         |
| Tripping                                         | Shen you qing ren                                                  | Yiwen Chen                                      | 2006  | Japon, Taïwan                      |
| Le Tueur au cerveau atomique                     | Creature with the Atom Brain                                       | Edward L. Cahn                                  | 1955  | États-Unis                         |
| Uncle Sam                                        | Uncle Sam                                                          | William Lustig                                  | 1997  | États-Unis                         |
| Undead                                           | Undead                                                             | Michael Spierig et Peter Spierig                | 2003  | Australie                          |
| Undead or Alive                                  | Undead or Alive                                                    | Glasgow Phillips                                | 2007  | États-Unis                         |
| Undead Pool                                      | Joshikyoei Hanrangun                                               | Koji Kawano                                     | 2007  | Japon                              |
| L'Unique Survivante                              | Sole Survivor                                                      | Thom Eberhardt                                  | 1983  | États-Unis                         |
| The Vanguard                                     | The Vanguard                                                       | Matthew Hope                                    | 2008  | Royaume-Uni                        |
| Vaudou                                           | I Walked with a Zombie                                             | Jacques Tourneur                                | 1943  | États-Unis                         |
| Vaudou                                           | Voodoo                                                             | René Eram                                       | 1995  | Canada                             |
| La Vengeance des zombies                         | La rebelion de las muertas                                         | León Klimovsky                                  | 1972  | Espagne                            |
| La Vengeance du zombie                           | Vudu sangriento                                                    | Manuel Caño                                     | 1972  | Espagne                            |
| Versus, l'ultime guerrier                        | Versus                                                             | Ryūhei Kitamura                                 | 2000  | Japon                              |
| Le Vestige des morts-vivants                     | Survival of the Dead                                               | George A. Romero                                | 2010  | États-Unis, Canada                 |
| The Video Dead                                   | The Video Dead                                                     | Robert Scott                                    | 1987  | États-Unis                         |
| Villemolle 81                                    | Villemolle 81                                                      | Winshluss                                       | 2009  | France                             |
| Violent Shit 3: Infantry of Doom                 | Violent Shit 3: Infantry of Doom                                   | Andreas Schnaas                                 | 1999  | Allemagne                          |
| Virus cannibale                                  | Virus                                                              | Bruno Mattei                                    | 1980  | Italie, Espagne                    |
| Virus Undead                                     | Virus Undead                                                       | Wolf Wolff                                      | 2008  | Allemagne                          |
| Le Visiteur du Futur                             | Le Visiteur du Futur                                               | François Descraques                             | 2022  | France                             |
| Voix profondes                                   | Voci dal profondo                                                  | Lucio Fulci                                     | 1994  | Italie                             |
| Voodoo Man                                       | Voodoo Man                                                         | William Beaudine                                | 1944  | États-Unis                         |
| Voodoo Woman                                     | Voodoo Woman                                                       | Edward L. Cahn                                  | 1957  | États-Unis                         |
| Warm Bodies                                      | Warm Bodies                                                        | Jonathan Levine                                 | 2013  | États-Unis                         |
| Wasting Away                                     | Wasting Away                                                       | Matthew Kohnen                                  | 2007  | États-Unis                         |
| White Zombie                                     | White Zombie                                                       | Victor Halperin                                 | 1932  | États-Unis                         |
| Wild Zero                                        | Wild Zero                                                          | Tetsuro Takeuchi                                | 2000  | Japon                              |
| Within the Woods                                 | Within the Woods                                                   | Sam Raimi                                       | 1978  | États-Unis                         |
| World War Z                                      | World War Z                                                        | Marc Forster                                    | 2013  | États-Unis                         |
| Wyrmwood                                         | Wyrmwood                                                           | Kiah Roache-Turner                              | 2014  | Australie                          |
| Zeder                                            | Zeder                                                              | Pupi Avati                                      | 1983  | Italie                             |
| Le zombi de Cap-Rouge                            | Le zombi de Cap-Rouge                                              | Simon Robidoux                                  | 1997  | Canada                             |
| Zombi 3                                          | Zombi 3                                                            | Lucio Fulci, Claudio Fragasso et Bruno Mattei   | 1988  | Italie                             |
| Zombi Child                                      | Zombi Child                                                        | Bertrand Bonello                                | 2019  | France                             |
| Zombie '90 : Extreme Pestilence                  | Zombie '90 : Extreme Pestilence                                    | Andreas Schnaas                                 | 1991  | Allemagne                          |
| Zombibi                                          | Zombibi                                                            | Martijn Smits, Erwin van den Eshof              | 2012  | Pays-Bas                           |
| Zombie                                           | Dawn of the Dead                                                   | George A. Romero                                | 1978  | États-Unis                         |
| Zombie Academy                                   | Night Life                                                         | David Acomba                                    | 1989  | États-Unis                         |
| Zombie Apocalypse                                | Zombie Apocalypse                                                  | Nick Lyon                                       | 2011  | États-Unis                         |
| Zombie Beach Party                               | Zombie Beach Party                                                 | Stacey Case                                     | 2003  | Canada                             |
| Zombie Bloodbath                                 | Zombie Bloodbath                                                   | Todd Sheets                                     | 1993  | États-Unis                         |
| Zombie Bloodbath 2: Rage of the Undead           | Zombie Bloodbath 2: Rage of the Undead                             | Todd Sheets                                     | 1995  | États-Unis                         |
| Zombie Bloodbath 3: Zombie Armageddon            | Zombie Bloodbath 3: Zombie Armageddon                              | Todd Sheets                                     | 2000  | États-Unis                         |
| Zombie Cop                                       | Zombie Cop                                                         | J.R. Bookwalter                                 | 1991  | États-Unis                         |
| Zombie Cop vs The Alien Terror                   | Zombie Cop vs The Alien Terror                                     | Brian Singleton                                 | 2001  | Canada                             |
| Zombie Cult Massacre                             | Zombie Cult Massacre                                               | Jeff Dunn                                       | 1998  | États-Unis                         |
| Zombie Diaries 2 : World of the Dead             | World of the Dead: The Zombie Diaries                              | Michael Bartlett, Kevin Gates                   | 2011  | Royaume-Uni                        |
| Zombie Farm                                      | Zombie Farm                                                        | B. Luciano Barsuglia                            | 2007  | États-Unis                         |
| Zombie Honeymoon                                 | Zombie Honeymoon                                                   | David Gebroe                                    | 2006  | États-Unis                         |
| Zombie Hunter                                    | Zombies Hunter                                                     | K. King                                         | 2013  | États-Unis                         |
| Zombie Island Massacre                           | Zombie Island Massacre                                             | John N. Carter                                  | 1984  | États-Unis                         |
| Zombie Love                                      | Zombie Love                                                        | Yfke Van Berckelaer                             | 2007  | États-Unis, Pays-Bas               |
| Zombie Night                                     | Zombie Night                                                       | David J. Francis                                | 2003  | Canada                             |
| Zombies of Mass Destruction                      | Zombies of Mass Destruction                                        | kevin Hamedami                                  | 2009  | États-Unis                         |
| Zombie Planet                                    | Eaters                                                             | Luca Boni et Marco Ristori                      | 2011  | Italie                             |
| Zombie Self-Defense Force                        | Zonbi jieitai                                                      | Naoyuki Tomomatsu                               | 2006  | Japon                              |
| Zombie Strippers                                 | Zombie Strippers                                                   | Jay Lee                                         | 2008  | États-Unis                         |
| Zombie Town                                      | Zombie Town                                                        | Damon Lemay                                     | 2006  | États-Unis                         |
| Le Zombie venu d'ailleurs                        | Prey                                                               | Norman J. Warren                                | 1978  | Royaume-Uni                        |
| Zombie Wars (en)                                 | Zombie Wars                                                        | David A. Prior                                  | 2007  | États-Unis                         |
| Zombies                                          | Zombies                                                            | Alex Dove                                       | 2003  | États-Unis                         |
| Zombies                                          | Wicked Little Things                                               | Joseph S. Cardone                               | 2006  | États-Unis                         |
| Zombies Anonymous                                | Last Rites of the Dead                                             | Marc Fratto                                     | 2006  | États-Unis                         |
| Zombies from Banana Village                      | Zombi kampung pisang                                               | Mamat Khalid                                    | 2007  | Malaisie                           |
| Zombies : Global Attack                          | Zombies : Global Attack                                            | John Lyde                                       | 2014  | États-Unis                         |
| Zombies of Mora Tau                              | Zombies of Mora Tau                                                | Edward L. Cahn                                  | 1957  | États-Unis                         |
| Zombies on Broadway                              | Zombies on Broadway                                                | Gordon Douglas                                  | 1945  | États-Unis                         |
| Zombie : La Création                             | Zombi: la creazione                                                | Bruno Mattei                                    | 2008  | Italie                             |
| Zombies! Zombies! Zombies! (en)                  | Zombies! Zombies! Zombies!                                         | Jason M. Murphy                                 | 2008  | États-Unis                         |
| Zombiegeddon                                     | Zombiegeddon                                                       | Chris Watson                                    | 2003  | États-Unis                         |
| Zombiethon                                       | Zombiethon                                                         | Ken Dixon                                       | 1986  | États-Unis                         |
| Zomblies                                         | Zomblies                                                           | David M. Reynolds                               | 2010  | Royaume-Uni                        |
| Zombthology                                      | Zombthology                                                        | Elias Dancey, Robert Elkins, Chris Kiros        | 2008  | États-Unis                         |
| Zone of the Dead                                 | Zona mrtvih                                                        | Milan Konjevic, Milan Todorovic                 | 2009  | Serbie                             |
| Zoombies                                         | Zoombies                                                           | Glenn R. Miller                                 | 2016  | États-Unis                         |

## Séries télévisées
| Titre VF                                                     | Titre VO                                    | Réalisateur                 | Année      | Origine      |
| ------------------------------------------------------------ | ------------------------------------------- | --------------------------- | ---------- | ------------ |
| Les Amants d'outre-tombe (série Les Maîtres de l'horreur)    | Haeckel's Tale (série Masters of Horror)    | John McNaughton             | 2006       | États-Unis   |
| Ash vs Evil Dead                                             | Ash vs Evil Dead                            | Sam Raimi                   | 2015-2018  | États-Unis   |
| Black Summer                                                 | Black Summer                                | Karl Schaefer et John Hyams | 2019- 2021 | États-Unis   |
| La Danse des morts (série Les Maîtres de l'horreur)          | Dance of the Dead (série Masters of Horror) | Tobe Hooper                 | 2005       | États-Unis   |
| Dead Set                                                     | Dead Set                                    | Charlie Brooker             | 2008       | Royaume-Uni  |
| Death Valley                                                 | Death Valley                                | Drew Daywalt (en)           | 2011       | États-Unis   |
| Fear the Walking Dead                                        | Fear the Walking Dead                       | Robert Kirkman              | 2015-2023  | États-Unis   |
| Helix                                                        | Helix                                       | Ronald D.Moore              | 2014-2015  | États-Unis   |
| Highschool of the Dead                                       | 学園黙示録                                  | Tetsurō Araki               | 2010       | Japon        |
| In the Flesh                                                 | In the Flesh                                | Dominic Mitchell (en)       | 2013-2014  | Royaume-Uni  |
| iZombie                                                      | iZombie                                     | Rob Thomas                  | 2015-2019  | États-Unis   |
| Kingdom                                                      | Kingdeom                                    | Kim Seong-hoon              | 2019-      | Corée du Sud |
| Les Revenants                                                | Les Revenants                               | Fabrice Gobert              | 2012-2015  | France       |
| Sankarea                                                     | さんかれあ                                  | Mamoru Hatakeyama           | 2009-2014  | Japon        |
| Santa Clarita Diet                                           | Santa Clarita Diet                          | Victor Fresco               | 2017-2019  | États-Unis   |
| Supernatural                                                 | Supernatural                                | Eric Kripke                 | 2005-      | États-Unis   |
| The Returned                                                 | The Returned                                | Carlton Cuse                | 2015       | États-Unis   |
| Vote ou crève (épisode de la série Les Maîtres de l'horreur) | Homecoming                                  | Joe Dante                   | 2005       | États-Unis   |
| The Walking Dead                                             | The Walking Dead                            | Frank Darabont              | 2010-2022  | États-Unis   |
| Z Nation                                                     | Z Nation                                    | Karl Schaefer (en)          | 2014-2018  | États-Unis   |
| Zombie-Loan                                                  | ゾンビローン                                | Akira Nishimori (en)        | 2002-2011  | Japon        |